# Adrian Garcea
Adrian Garcea (* 1. Juni 1999) ist ein rumänischer Leichtathlet, der im Mittel- und Langstreckenlauf an den Start geht.

## Sportliche Laufbahn
Erste Erfahrungen bei internationalen Meisterschaften sammelte Adrian Garcea bei den 2016 erstmals ausgetragenen Jugendeuropameisterschaften in Tiflis, bei denen er in 8:20,94 min die Bronzemedaille im 3000-Meter-Lauf gewann und über 2000 m Hindernis nach 6:07,07 min auf Rang elf gelangte. Im Jahr darauf belegte er bei den U20-Europameisterschaften in Grosseto in 15:04,47 min den neunten Platz im 5000-Meter-Lauf und erreichte nach 32:44,44 min Rang zehn über 10.000 m. 2018 gewann er bei den Balkan-Hallenmeisterschaften in Istanbul in 8:09,32 min die Silbermedaille im 3000-Meter-Lauf und anschließend wurde er bei den U20-Weltmeisterschaften in Tampere in der Vorrunde über 1500 m disqualifiziert und erreichte nach 14:33,21 min Rang 14 über 5000 m. Bei den Crosslauf-Weltmeisterschaften 2019 in Aarhus gelangte er nach 37:03 min auf Rang 117 und im Juli schied er bei den U23-Europameisterschaften in Gävle mit 4:00,17 min in der ersten Runde im 1500-Meter-Lauf aus. Im Dezember klassierte er sich bei den Crosslauf-Europameisterschaften in Lissabon nach 25:55 min auf Rang 41 im U23-Rennen. 2020 wurde er bei den Balkan-Meisterschaften in Istanbul in 3:56,46 min Achter über 1500 m und bei den Freiluftmeisterschaften im heimischen Cluj-Napoca belegte er in 3:51,72 min den sechsten Platz über 1500 m und erreichte nach 8:33,60 min Rang acht im 3000-Meter-Lauf. Im Jahr darauf klassierte er sich bei den Balkan-Meisterschaften in Smederevo mit 4:00,20 min auf dem siebten Platz über 1500 m.
In den Jahren 2019 und 2020 wurde Garcea rumänischer Hallenmeister im 3000-Meter-Lauf sowie 2020 auch über 1500 m.

## Persönliche Bestleistungen
- 800 Meter: 1:52,02 min, 16. Mai 2021 in Bukarest
- 1500 Meter: 3:45,66 min, 3. Juni 2018 in Cluj-Napoca
  - 1500 Meter (Halle): 3:46,19 min, 20. Februar 2019 in Belgrad
- 3000 Meter: 8:02,77 min, 15. Juni 2018 in Conegliano (rumänischer U20-Rekord)
  - 3000 Meter (Halle): 8:08,23 min, 4. Februar 2018 in Bukarest
- 5000 Meter: 14:23,85 min, 21. Mai 2017 in Pitești
- 10.000 Meter: 30:22,58 min, 20. Mai 2017 in Pitești